# 王國禎 (台灣畫家)
王國禎（1937年—2009年），生於臺南縣北門鄉，臺灣畫家。

## 生平
1965年考入國立臺灣大學數學系，1967年重新考入國立臺灣師範大學美術系。畢業後曾於多家中學任教。
1970年加入台灣水彩畫會。
1971年參加籌組高雄市美術協會並任理事四屆。
1998年榮獲第二十一屆吳三連獎。
2000年獲頒行政院文建會第三屆文馨獎銅獎。
2002年再度獲頒行政院文建會第五屆文馨獎獎狀獎。
2002年任高雄市立美術館典藏委員、高雄市美展評審委員。